# The Oil Drum
The Oil Drum était un groupe de discussion interactif anglophone sur le Web traitant des questions énergétiques, du pic pétrolier et de durabilité. Son nom désigne aussi la communauté de personnes animant le groupe de discussion au travers de billets traitant des questions énergétiques et de leurs divers impacts sur nos sociétés. The Oil Drum est soutenu par l’Institute for the Study of Energy and Our Future, une organisation américaine à but non lucratif basée au Colorado. Le site Web de The Oil Drum est une source d’information riche sur de nombreux sujets liés à l’énergie et à la durabilité, y compris le pic pétrolier, et des sujets connexes comme les mégaprojets pétroliers (en), la linéarisation de Hubbert et le modèle des pays exportateurs. The Oil Drum possédait plus de 25 contributeurs réguliers à travers le monde.
En 2007, The Oil Drum a été classé comme l’un des cinq meilleurs blogs au monde sur la durabilité par Nielsen NetRatings, et il est lu par de nombreuses personnalités publiques, y compris américaines, par exemple Paul Krugman. En 2008, le site a reçu le prix Marion King Hubbert pour l’excellence de son contenu pour la formation sur le domaine de l’énergie de la part de l’Association for the Study of Peak Oil and Gas (ASPO).
The Oil Drum a été créé en mars 2005 par « Kyle Saunders »(Archive.org • Wikiwix • Archive.is • Google • Que faire ?) (sous le nom "Prof. Goose"), un professeur en sciences politiques de  l’université d'État du Colorado, et Dave Summers (sous le nom "Heading Out"), un professeur d’ingénierie minière de l’université scientifique et technique du Missouri (en). Il a acquis une certaine audience à la suite de sa couverture des conséquences des ouragans Katrina et Rita sur la production de pétrole et de gaz aux États-Unis,. Depuis lors, l’équipe de contributeurs s’est peu à peu étoffée, et le site a été reconnu pour le sérieux et la rigueur de ses analyses quantitatives au sujet de la production et de la consommation d’énergie. Un exemple typique est l’analyse faite par l’ancien éditeur Stuart Staniford de la déplétion du champ de pétrole supergéant Ghawar, en Arabie saoudite (Niveaux de déplétion dans Ghawar (en)).
Ce groupe de discussion s'est dissous et a arrêté ses publications en septembre 2013. 